# Straßenbahn Warschau
Die Straßenbahn Warschau (polnisch: Tramwaje Warszawskie) ist ein 133,8 Kilometer langes System, das ein Drittel der Stadtfläche der polnischen Hauptstadt Warschau erschließt und die Hälfte der Einwohner erreicht. Auf ihm verkehren 863 Straßenbahnen und es ist hinsichtlich der Streckenlänge das drittgrößte Netz des Landes nach der Straßenbahn im oberschlesischen Industriegebiet sowie der Straßenbahn Łódź. Das Netz umfasst etwa 30 Linien, die Teil des Verkehrsverbundes Zarząd Transportu Miejskiego w Warszawie (ZTM) sind. Seit 1994 ist die städtische Gesellschaft Tramwaje Warszawskie Sp. z o.o. Betreiber des Straßenbahnnetzes.

## Geschichte

### Pferdebahn

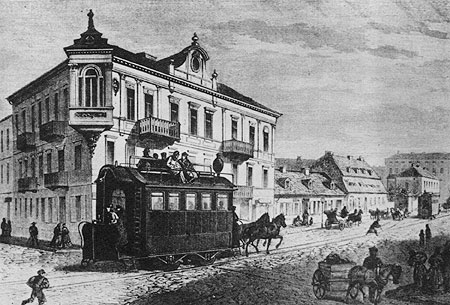
Pferdebahn auf der Marszałkowska-Straße, 1867

Netzplan der Straßenbahn Warschau vor 1945

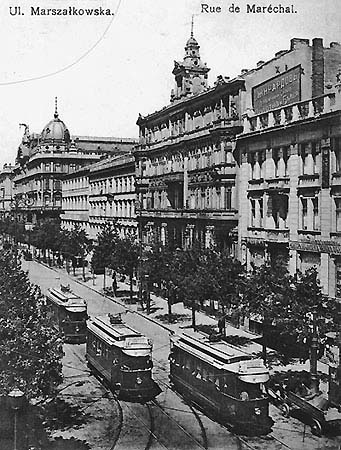
Elektrische Straßenbahn auf der Marszałkowska-Straße, 1914

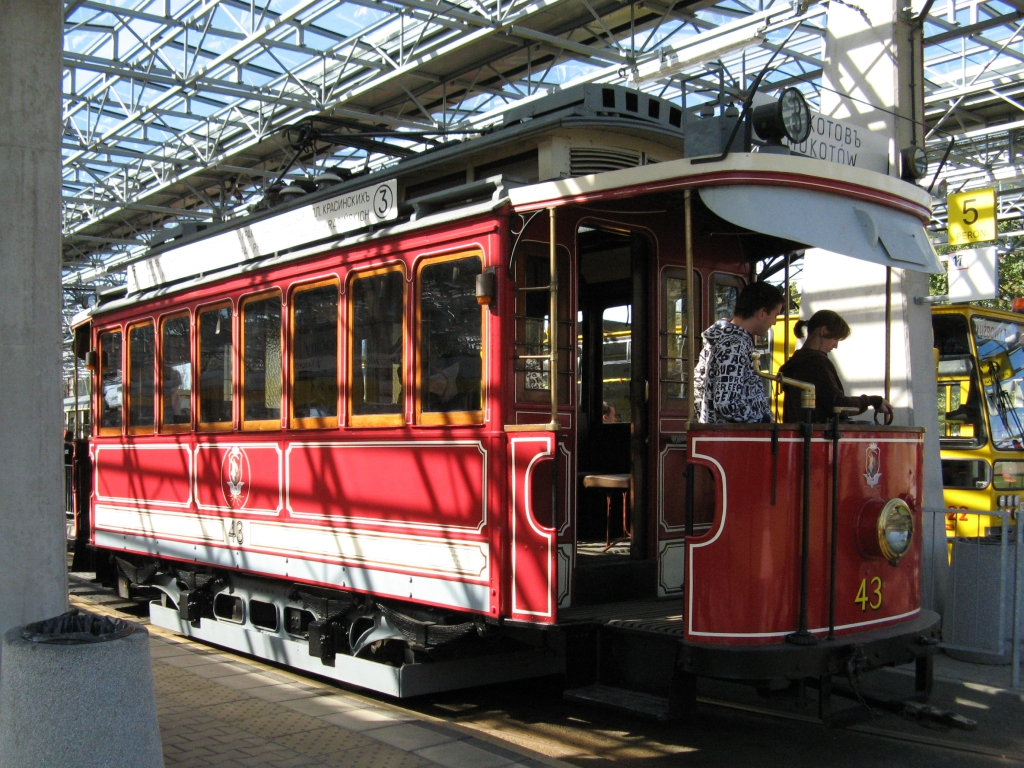
Ausgestellter restaurierter Straßenbahnwagen Typ A aus den 1910er Jahren

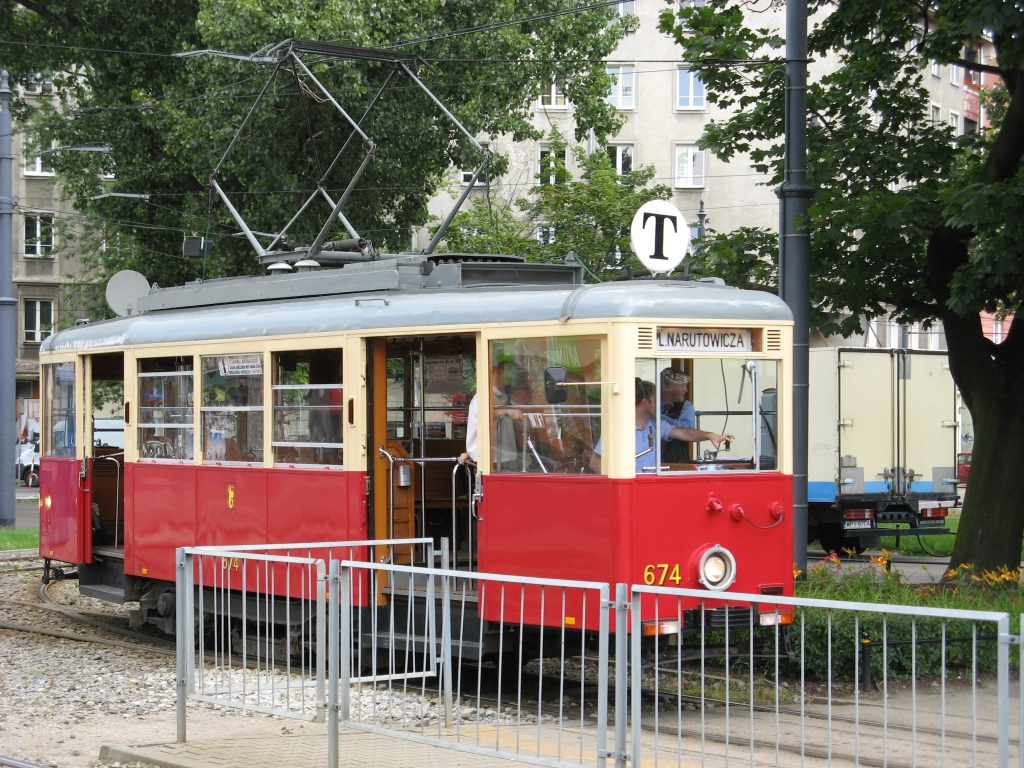
Restaurierter Straßenbahnwagen Typ Konstal N aus den 1950er Jahren verkehrt auf einer speziellen Touristenlinie

Die Geschichte des Straßenbahnverkehrs in Warschau reicht zurück bis ins Jahr 1866, als eine sechs Kilometer lange Pferdebahn-Strecke für den Güter- und Personenverkehr zwischen dem Dworzec Wiedeński im Westteil und dem Dworzec Petersburski im Ostteil der Stadt angelegt wurde, die auf der Most Kierbedzia die Weichsel überquerte. Damit konnte man Beschränkungen der russischen Besatzungsmacht umgehen, die aus strategischen Gründen den Bau einer Eisenbahnbrücke über die Weichsel verbot. Im Jahr 1880 wurde mit belgischem Kapital eine zweite Linie gebaut, die innerstädtische Verkehrsbedürfnisse befriedigen sollte. Das belgische Unternehmen erweiterte sein Streckennetz in kurzer Zeit und übernahm im Jahr 1882 die Strecke zwischen den Bahnhöfen, die ihre ursprüngliche Aufgabe verloren hatte, nachdem 1875 eine Eisenbahnbrücke gebaut wurde. Im Jahr 1899 wurde das ganze Straßenbahnsystem von der Stadt gekauft, das zu diesem Zeitpunkt 30 Kilometer Gleis, 234 Straßenbahnen und 654 Pferde umfasste, die 17 Linien befuhren. Anschließend wurde es für eine jährliche Gebühr von 0,5 Millionen Rubel an ein von mehreren Aristokraten gegründetes privates Unternehmen verpachtet. Maurycy Spokorny, ein Apotheker aus Łodz, wurde Präsident des Unternehmens.

### Elektrifizierung
1903 begannen Planungen zur Elektrifizierung der Straßenbahn, die Stadt beauftragte die Firma Siemens & Halske mit der Ersetzung der Pferdestraßenbahn. Ursprünglich war geplant, den Strom aus dem städtischen Wechselstromnetz zu entnehmen und in die notwendigen 600 Volt Gleichstrom zu transformieren. Zur Gewährleistung der Versorgungssicherheit wurde dann jedoch in den Jahren 1905–1908 in der Przyokopowa-Straße ein eigenes Elektrizitätswerk für die Straßenbahn errichtet. Dieser Standort war nahe des Güterbahnhofs der Bahnstrecke Warschau-Wien, von wo aus der Brennstoff zur Stromerzeugung – Steinkohle – angeliefert wurde. Von den sechs  Dampfkesseln des Kraftwerksgebäudes wurden drei Dampfturbinen und Gleichstromgeneratoren mit einer Gesamtleistung von 3600 Kilowatt angetrieben. Darüber hinaus waren Dampfkondensatoren, Pumpwerke, Werkstätten und ein Batterieraum vorhanden. Letzterer diente zum Ausgleich von Spannungsschwankungen und als Stromreserve in Zeiten erhöhten Bedarfs. Am 7. Februar 1908 begannen die Testläufe elektrischer Straßenbahnen. Am 26. März 1908 fand nach der Messe in der Mariä-Empfängnis-Kirche eine feierliche Prozession und die Segnung der Straßenbahnwagen auf dem Krasiński-Platz statt. Um 9:35 Uhr fuhr die erste elektrische Straßenbahn von dort entlang der Miodowa-Straße, Krakowskie Przedmieście-Straße, Królewska-Straße in 25 Minuten zum Marszałkowska-Platz. Diese Linie wurde mit der Nummer 3 gekennzeichnet, Tausende Stadtbewohner versammelten sich entlang der Route. Die Fahrgastzahlen entwickelten sich nach der Elektrifizierung rasant und erhöhten sich von 42 Millionen im Jahr 1908 auf 76 Millionen in 1911.

### Zwischenkriegszeit
Die Netzentwicklung stagnierte in den folgenden zehn Jahren, in denen nur wenige kurze Strecken gebaut wurden. Erst nach dem Ersten Weltkrieg wuchs das Straßenbahnnetz wieder schneller bei steigenden Fahrgastzahlen und erreichte die Außenbezirke der Stadt. 1939 bedienten 757 Straßenbahnwagen eine Netzlänge von 60 Kilometern. Außerdem wurde im Jahr 1927 eine privatwirtschaftliche Vorortbahn, die Elektryczne Koleje Dojazdowe (heute Warszawska Kolej Dojazdowa) gebaut, die mehrere im Südwesten liegende Nachbarstädte mit der Innenstadt Warschaus verbindet und elektrische Triebwagen einsetzte, die größer und schwerer als Straßenbahnwagen waren. Die Strecke besitzt einen geringeren Haltestellenabstand als übliche Eisenbahnstrecken und verlief bis 1963 in der Stadt im Straßenraum. Dennoch war sie inkompatibel zur Warschauer Straßenbahn, da ihre Spurweite 1435 Millimeter beträgt, während die Straßenbahn noch die russische Breitspur aus der Besatzungszeit verwendete. Parallel zum Netzausbau beschloss die Warschauer Straßenbahngesellschaft im Jahr 1925, ein ergänzendes U-Bahn-Netz zu bauen, aber auf Grund der Weltwirtschaftskrise wurde der Bau der Metro Warschau verschoben. Im Jahr 1938 wurde die Idee wieder aufgenommen, aber wegen des Ausbruchs des Zweiten Weltkriegs wieder fallen gelassen.

### Zweite Hälfte des 20. Jahrhunderts
Während des größten Teils der deutschen Besetzung blieb die Straßenbahn in Betrieb, auch wenn sich ihr Unterhaltungszustand allmählich verschlechterte. Der Betrieb endete dann mit dem Warschauer Aufstand im Jahr 1944, nach dem die gesamte Infrastruktur systematisch zerstört wurde. Nach dem Krieg wurde sie relativ schnell wieder aufgebaut. Da das Netz praktisch neugebaut wurde, wurde die Gelegenheit genutzt, die Spurweite von 1525 mm auf 1435 mm (Normalspur) zu ändern. In den 1950er und 1960er Jahren wurden Strecken zu den neu gebauten Plattenbau-Vierteln im sowjetischen Stil und Industrieanlagen errichtet. Außerdem wurden neue Triebwagen auf der Basis der PCC-Wagen eingeführt. Da es kein U-Bahn-Netz gab und der Besitz privater Automobile eingeschränkt war, blieb die Straßenbahn Rückgrat des Warschauer Verkehrs. Dennoch wurde in den 1960er Jahren die politische Entscheidung getroffen, die Abhängigkeit von russischen Erdölimporten zu erhöhen, während polnische Kohle nach Westeuropa exportiert werden sollte, um Hartwährung zu beschaffen. Als ein Ergebnis wurden neue Stadtteile mit Buslinien statt mit Straßenbahnen mit der Innenstadt verbunden, und einige der vorhandenen Strecken wurden stillgelegt.

### Gegenwart
Nach 1989 erhielt die Warschauer Straßenbahn zunächst nur geringe Investitionsmittel, da ein Großteil des städtischen Budgets zum Bau der ersten U-Bahn-Strecke aufgewendet wurde. Seit dem Jahr 2005 ändert sich die Situation mit dem Kauf neuen Rollmaterials, der Modernisierung wichtiger Strecken und der Installation eines dynamischen Fahrgastinformationssystems. Die Planungen umfassen ebenso eine intelligente Verkehrslenkung mit Ampelvorrangschaltung und Neubaustrecken. Im August 2008 wurde die Lieferung von 186 vollständig niederflurigen, klimatisierten Straßenbahnwagen ausgeschrieben. Damit wird eine gravierende Veränderung des Erscheinungsbilds der Warschauer Straßenbahn einhergehen.
Nach dem Jahr 2000 wurden zwei neue Straßenbahnstrecken erbaut. Die erste, am 23. Dezember 2014 eröffnete Strecke verläuft im nördlichen Teil der Stadt über die Most Marii Skłodowskiej-Curie über die Weichsel. Sie verbindet die schnell wachsende Satellitenstadt Tarchomin am nordöstlichen Stadtrand mit der Endstation der Metrolinie M1, Młociny. Die zweite Neubaustrecke, die am 14. Februar 2015 in Betrieb ging, befindet sich im Westen der Stadt. Es handelt sich um eine kurze Strecke, die zwei bestehende Linien verbindet, um die Westtangente zu komplettieren und so eine direkte Verbindung zwischen zwei Bezirken zu schaffen.
Von 2019 bis 2021 sollte eine Straßenbahnverbindung nach Miasteczko Wilanów gebaut werden. Erst im August 2022 wurde mit dem Bau der Strecke begonnen, die zuerst ab der Haltestelle Goworka gemeinsam mit der neuen Linie 11 Nowe Bemowo–Sielce verläuft und nach der Haltestelle Spacerowa abzweigt. Der Abschnitt nach Sielce mit 2,1 Kilometern Länge wurde am 14. Mai 2024 eröffnet. Die Freigabe der 6,4 Kilometer langen Strecke nach Wilanów erfolgte am 29. Oktober 2024.
Es werden fünf Depots unterhalten. Der Betriebshof R-1 Wola ist der älteste dieser Anlagen, er geht auf ein Depot der Pferdebahn von 1903 zurück. Daneben gibt es Betriebshof R-2 Praga, Betriebshof R-3 Mokotów und den 1963 eröffneten Betriebshof R-4 Żoliborz. Für die Unterbringung der zusätzlichen Fahrzeuge für die Streckenerweiterungen kam im Nordosten ab 29. Oktober 2024 der Betriebshof R-5 Annopol dazu.

## Fahrzeuge
| Bild                          | Typ                             | Anzahl | Beschreibung |
| ----------------------------- | ------------------------------- | ------ | --- |
|                               | Konstal 105Na                   | 154    | Der häufigste Typ in Warschau. Produziert von 1977 bis 2001 in insgesamt 10 unterschiedlichen Bauformen. Basiert auf der elektrischen Ausrüstung des 13N in einem leichteren Wagenkasten. Später wurde eine effizientere Elektrik eingebaut. Meistens in Doppeltraktion eingesetzt, aber auch in Dreifach- und Einzeltraktion zu finden. |
|                               | HCP 123N                        | 30     | Aus dem 105N abgeleiteter, einteiliger und ausschließlich hochfluriger Typ, gebaut 2006–2007. |
|                               | Konstal 112N Konstal 116N/116Na | 1+29   | Im Jahr 1995 wurde ein einzelner Prototyp des teilniederflurigen zweiteiligen Gelenktriebwagens Konstal 112N gebaut. Weitere 29 Wagen wurden zwischen 1998 und 2000 produziert, erweitert auf drei Wagenteile unter der Bezeichnung 116Na und 116Na/1. 2018 wurden die Wagen 3002 und 3015 unter der Bezeichnung 116Na/3 modernisiert.   |
|                               | PESA 120N                       | 15     | Moderner vollständig niederfluriger fünfteiliger Gelenktriebwagen genannt Tramicus, der 2007 von PESA in Bydgoszcz hergestellt wurde. Anlass der Bestellung war die Modernisierung der wichtigsten Ost-West-Verbindung über die Jerusalemer Allee.                                                                                       |
|                               | PESA 120Na                      | 186    | Weiterentwicklung des PESA 120N, genannt Swing. Von 2010 bis 2013 wurden 180 Einrichtungsfahrzeuge und 6 Zweirichtungsfahrzeuge in Betrieb genommen. |
|                               | PESA 128N                       | 50     | Von 2014 bis 2015 bei PESA gebauter, fünfteiliger Niederflur-Gelenktriebwagen für Zweirichtungsbetrieb, genannt Jazz Duo. |
|                               | PESA 134N                       | 30     | Dreiteiliges Einrichtungsfahrzeug, genannt Jazz. Die Auslieferung begann im Jahr 2015. |
|                               | Hyundai 140N                    | 85     | Fünfteilige Zweirichtungsfahrzeuge, im Juni 2019 bei Hyundai Rotem bestellt, Auslieferung bis 2023 |
|                               | Hyundai 141N                    | 18     | Fünfteilige Einrichtungsfahrzeuge, im Juni 2019 bei Hyundai Rotem bestellt, Auslieferung bis 2023 |
|                               | Hyundai 142N                    | 20     | Dreiteilige Einrichtungsfahrzeuge, im Juni 2019 bei Hyundai Rotem bestellt, Auslieferung bis 2023 |
|                               |                                 |        | |
| im Januar 2025 ausgeschrieben | im Januar 2025 ausgeschrieben   | 20     | Einrichtungswagen; Optionen für 44 Einrichtungswagen und 96 Zweirichtungswagen |

Im Januar 2025 schrieb Tramwaje Warszawskie die Lieferung von 20 Einrichtungswagen mit Optionen für 44 weitere Einrichtungswagen und 96 Zweirichtungswagen aus. Das Verfahren verzögerte sich, weil Stadler sich durch Bewertungskriterien zur Türanordnung benachteiligt sah, welche vier von insgesamt 100 Punkten ausmachten. Stadler wollte Fahrzeuge des Typs Tango in der gleichen Konfiguration wie für die Straßenbahn Krakau anbieten. Mit fünf Doppel- und zwei Einzeltüren hätten diese Fahrzeuge bei den beanstandeten Kriterien weniger Punkte erhalten als Fahrzeuge mit der gleichen Anzahl Doppeltüren, aber ohne Einzeltüren. Stadler verlangte die Entfernung dieser Kriterien, Pesa schloss sich dem an. Dies wurde jedoch abgewiesen, woraufhin Stadler sein Angebot zurückzog. Bei Öffnung der Angebote waren nur Škoda und Hyundai als Anbieter verblieben.

## Linien
Diese Tabelle führt die Warschauer Straßenbahnlinien mit Stand 2025 auf. Aufgrund von Bauarbeiten kann es zu abweichenden Linienführungen kommen.
| Linie | Strecke                                    | Taktfrequenz [min]            | Verlauf |
| ----- | ------------------------------------------ | ----------------------------- | ------- |
| 1     | Annopol ↔ Banacha                          | werktags: 6/6 feiertags: 7–8  |         |
| 2     | Metro Młociny ↔ Winnica                    | werktags: 4/6 feiertags: 7–8  |         |
| 3     | Annopol ↔ Gocławek                         | werktags: 8/12 feiertags: 15  |         |
| 4     | Wyścigi ↔ Żerań Wschodni                   | werktags: 8/12 feiertags: 15  |         |
| 6     | Gocławek ↔ Metro Młociny                   | werktags: 8/12 feiertags: 15  |         |
| 7     | Kawęczyńska-Bazylika ↔ P+R Aleja Krakowska | werktags: 8/12 feiertags: 15  |         |
| 9     | Gocławek ↔ P+R Aleja Krakowska             | werktags: 4/6 feiertags: 7–8  |         |
| 10    | Osiedle Górczewska ↔ Wyścigi               | werktags: 8/12 feiertags: 15  |         |
| 11    | Plac Narutowicza ↔ Metro Młociny           | werktags: 8/12 feiertags: 15  |         |
| 13    | Kawęczyńska-Bazylika ↔ Cmentarz Wolski     | werktags: 8/12 feiertags: 15  |         |
| 14    | Banacha ↔ Miasteczko Wilanów               | werktags: 8/12 feiertags: 15  |         |
| 15    | Marymont-Potok ↔ P+R Aleja Krakowska       | werktags: 8/12 feiertags: 15  |         |
| 16    | Piaski↔Miasteczko Wilanów                  | werktags: 8/12 feiertags: 15  |         |
| 17    | PKP Służewiec ↔ Winnica                    | werktags: 8/12 feiertags: 15  |         |
| 18    | Żerań FSO↔PKP Służewiec                    | werktags: 10/12 feiertags: 15 |         |
| 19    | Stegny ↔ Nove Bemowo (ab Mitte Juli 25)    | werktags: 8/12 feiertags: 15  |         |
| 20    | Boernerowo ↔ Źeraŉ FSO                     | werktags: 8/12 feiertags: 15  |         |
| 22    | Piaski ↔Wiatraczna                         | werktags: 6/12 feiertags: 15  |         |
| 23    | Nowe Bemowo ↔Czynszowa                     | werktags: 8/12 feiertags: 15  |         |
| 24    | Nowe Bemowo ↔ Gołaerk                      | werktags: 8/12 feiertags: 7–8 |         |
| 25    | Annopol ↔ Banacha                          | werktags: 8/12 feiertags: 15  |         |
| 26    | Metro Młociny ↔Wiatraczna                  | werktags: 8/12 feiertags: 15  |         |
| 27    | Cmentarz Wolski ↔ Metro Marymont           | werktags: 4/12 feiertags: 15  |         |
| 28    | Osiedle Górczewska ↔ Wschodni (Kijowska) ↔ | werktags: 6/6 feiertags: 7–8  |         |
| 31    | PKP Służewiec ↔ Metro Wierzbno             | werktags: 8/12 feiertags: 15  |         |
| 33    | Metro Młociny ↔ Kielecka                   | werktags: 4-6 feiertags: 15   |         |